# Metropolzonen
Metropolzonen er et område i København mellem middelalderbyen og Vesterbro. Betegnelsen blev lanceret i 2006 af borgmestrene Ritt Bjerregaard og Klaus Bondam.
Zonen afgrænses af Kalvebod Brygge, Frederiksholms Kanal, Stormgade, Vester Voldgade, Jarmers Plads, H.C. Andersens Boulevard/Gyldenløvesgade, Sankt Jørgens Sø, Gammel Kongevej, Trommesalen, Vesterbrogade, Reventlowsgade, Tietgensbroen og Bernstorffsgade, og indeholder således både Rådhuspladsen, Glyptoteket, Tivoli, Scala, Cirkusbygningen, Dagmar Teatret, Dansk Design Center, Palads Teatret, Tycho Brahe Planetarium og Hovedbanegården.
Derudover præges området af hoteller (fx Hotel Astoria, Radisson Blu Royal Hotel, Hotel Imperial, Copenhagen Plaza, Scandic Hotel Copenhagen) og erhvervshovedsæder (fx Axelborg, Dagmarhus, Panoptikonbygningen).
Området opstod oprindeligt i 1880'erne som et forlystelseskvarter. Dengang blev Vesterbrogades inderste forløb kaldt Vesterbros Passage.
Københavns Kommune igangsatte i 2007 et udviklingsprojekt for området.